# Jaume Aragó i Garcia
Jaume Aragó i Garcia (Barcelona, 9 de juliol de 1882 – Mèxic, 1952) fou un anarcosindicalista català, mort en l'exili.

## Biografia
Treballà en el sector tèxtil. De formació autodidacta, el 1907 va ingressar a Solidaritat Obrera. Participà en la vaga de juliol de 1909 a Barcelona que desembocà en els fets de la Setmana Tràgica, i organitzà un grup a la Rambla amb Francisco Miranda que pretenia assaltar la comissaria de policia per aconseguir armes. Va fugir a França per no ser detingut, de manera que no fou processat. Si que fou detingut durant la vaga de l'Art Fabril de l'any 1913.
Va formar part del comitè de vaga conjunt UGT-CNT arran la vaga general de 1917 i fou tancat a la presó model de Barcelona. Fou nomenat president del Sindicat Únic Fabril i Tèxtil i formà part del Comitè Regional de Catalunya de la CNT. Participa en el Congrés de Sants de 1918 i en la vaga de la Canadenca de 1919.
El 30 de novembre de 1920 fou detingut i enviat a la fortalesa de la Mola (Maó) amb Salvador Seguí i Rubinat, Simó Piera i Pagès, Camil Piñon, Martí Barrera i Maresma, Lluís Companys i altres militants anarcosindicalistes. Aquell mateix dia era assassinat al carrer Balmes de Barcelona, l'advocat Francesc Layret.
Durant la dictadura de Primo de Rivera es va establir una temporada al sud de França, però aviat va retornar clandestinament a Barcelona. El 1927 va participar en la constitució a València de la Federació Anarquista Ibèrica i el 1929 va donar suport Joan Peiró contra Ángel Pestaña en els intents d'un sector de la CNT de participar en els comitès paritaris de la Dictadura.
Durant la Segona República Espanyola col·laborà activament a Solidaridad Obrera, participà en molts mítings de propaganda revolucionària i fou empresonat diverses vegades. El 1936 fou elegit secretari de la Federació Local de Barcelona de la CNT, i en aquesta qualitat l'octubre de 1936 fou nomenat delegat de la CNT-FAI a l'ajuntament de Barcelona i conseller-regidor de Vigilància Municipal. En representació de CNT-FAI va formar part del Comitè Permanent Municipal presidit per Carles Pi i Sunyer i després per Hilari Salvadó i Castell. Des del seu càrrec va reorganitzar la Guàrdia Urbana de Barcelona i modernitzà els equips de salvament dels bombers. Es va fer popular pel seu mostatxo i fou conegut popularment com a Pancho Villa. El març del 1938 va ésser elegit President de l'Assemblea Municipal de l'Ajuntament de Barcelona, substituint Joan Puig i Elias.
En acabar la guerra civil espanyola el gener de 1939 es va exiliar a França. Va viure un temps a Marsella i poc temps després s'hi embarcà cap a Mèxic, establint-se a Jalopa i Veracruz. Allí va contactar amb l'anarquista Pedro Vallina i va escriure articles a Tierra y Libertad de Mèxic. Va morir a l'exili l'any 1952.